# Allocosa zualella
Allocosa zualella este o specie de păianjeni din genul Allocosa, familia Lycosidae. A fost descrisă pentru prima dată de Strand, 1907.
Este endemică în New South Wales. Conform Catalogue of Life specia Allocosa zualella nu are subspecii cunoscute.